# 嘉義市鄉道列表
嘉義市鄉道列表列出嘉義市的鄉道。嘉義市內鄉道已於2010年解編，本表列出解編時的鄉道資訊。
| 編號       | 起點   | 迄點   | 里程( km) | 備註                                                                                                |
| 市1線      | 許厝   | 北社尾 | 2.830     | 解編、改列為市區道路                                                                                |
| 市2線      | 鳥岫   | 羊寮   | 13.086    | 解編、改列為市區道路                                                                                |
| 市2-1線    | 竹圍仔 | 埤子頭 | 1.287     | 解編、改列為市區道路                                                                                |
| 市3線      | 下埤子 | 大溪厝 | 2.894     | 解編、改列為市區道路                                                                                |
| 市4線      | 何子庄 | 港坪   | 1.986     | 解編、改列為市區道路                                                                                |
| 市5線      | 後湖   | 埤子頭 | 3.506     | 解編、改列為市區道路                                                                                |
| 市嘉6線    | 後湖   | 林子尾 | 4.496     | 後湖－溪底寮路段解編、改列為市區道路，溪底寮－林子尾路段改編為嘉178線                               |
| 市7線      | 番子溝 | 機場   | 3.229     | 解編、改列為市區道路                                                                                |
| 市7-1線    | 柴頭港 | 劉厝   | 1.558     | 解編、改列為市區道路                                                                                |
| 市嘉8線    | 圳頭   | 溪角   | 10.854    | 圳頭－火炭埔路段解編、改列為市區道路，火炭埔－~溪角路段改編為嘉179線                                |
| 市嘉9線    | 嘉義   | 司公廓 | 1.952     | 嘉義－彌陀寺路段解編、改列為市區道路，彌陀寺－~司公廓路段併入嘉139線                                |
| 市10線     | 山仔頭 | 內甕   | 5.670     | 解編、改列為市區道路                                                                                |
| 市11線     | 番子溝 | 下路頭 | 2.460     | 解編、改列為市區道路                                                                                |
| 市12線     | 下路頭 | 新庄仔 | 1.593     | 解編、改列為市區道路                                                                                |
| 市嘉南13線 | 湖子內 | 草店   | 8.531     | 湖子內－中庄路段解編、改列為市區道路，中庄－紅毛寮路段改編為嘉175線，紅毛寮－草店路段改編為南86-1線 |
| 嘉市83線   | 江厝店 | 嘉義   | 5.036     | 江厝店－牛稠溪路段改編為嘉83線，牛稠溪－嘉義路段解編、改列為市區道路                                |